# Fatoumata Ndiaye
Pour les articles homonymes, voir Ndiaye.
Leïla Fatoumata Ndiaye, née le 27 mars 1994, est une footballeuse internationale équatoguinéenne. Elle évolue au poste d'attaquant.

## Biographie
Elle fait partie des 23 joueuses retenues pour disputer le Championnat d'Afrique féminin 2010 puis la Coupe du monde 2011. Elle ne joue aucun match lors de la Coupe du monde 2011.